# Seguridad social en Chile
La seguridad social o previsión social en Chile se encuentra consagrada en la Constitución política de la República de Chile de 1980, en su artículo 19 número 18, como un derecho garantizado a todas las personas, En esta normativa se señala que leyes que regulen la seguridad social deben ser leyes de cuórum calificado que para su aprobación requieren de la mayoría absoluta de los diputados y senadores en ejercicio. Además, se señala en su inciso dos, que la acción del Estado estará dirigida a garantizar el acceso de todos los habitantes de Chile al goce de prestaciones básicas uniformes, sea que se otorguen a través de instituciones públicas o privadas y solo la ley podrá establecer cotizaciones obligatorias en materia de seguridad social. Por último, en su inciso tercero se señala que el Estado supervigilará el adecuado ejercicio del derecho a la seguridad social. Además de lo señalado en la Constitución, existen múltiples cuerpos legales que regulan los distintos aspectos de la seguridad social como lo son la previsión, la salud, la cesantía, los accidentes del trabajo y enfermedades profesionales, entre otros.

## Historia
En el año 1919, se realizó el primer congreso de beneficencia pública por la Junta Central de Beneficencia Pública de Santiago, dentro de esta se concluyó principalmente que el estado posee el deber de mantener los establecimientos públicos de beneficencia necesarios, para así poder atender a enfermos, ancianos e indigentes y debe ser para así también el ejercicio de la caridad privada.
Se integran programas del estado con aporte capital proveniente del ejercicio del trabajo e impuestos generales que aparecían en la ley N° 4054 del Seguro Social en 1920, la ley N° 4055 Ley de accidentes del trabajo y la ley N° 4059 Ley de indemnización a empleados particulares. Para poder afiliarse era necesario poseer un contrato de trabajo por empresas, quedando marginados los trabajadores independientes del seguro.
El día 8 de septiembre de 1924, por medio de la ley N° 4.054, se crea la "Caja de seguro obligatorio", considerado como el primer sistema de previsiones dirigido a trabajadores, el cual incluía una seguros de vejez y servicios a la medicina de tipo organizada.
Ocurre la reforma de la Ley del Seguro Obrero y la introducción de la Ley de Medicina Preventiva, el día 9 de febrero de 1938.
Los servicios de "Cajas de Previsión" del país se unieron orignando el Servicio Médico Nacional de Empleados, En noviembre de 1942, ejerciendo labores el día 1 de enero de 1943.
En el año 1950, se la idea de la creación del Servicio Nacional de Salud, debido a la necesidad de coordinar los organismos de salud, debido el gran coste de estos y con funciones innecesarias, estableciéndose este el año 1952, la ley de este fue promulgada el 8 de agosto del mismo año, la ley N° 10.383, abocada al seguro Social y el Servicio Nacional de Salud, reemplazando la ley N° 4.054. Mediante esta ley fue creado el servicio, en el cual indicaba en su título II artículo 62, que este se encargaría de la protección de la salud, por medio de acciones sanitarias y de asistencia social y atención médicas preventivas y curativas. Se fundaron a partir de este, la Dirección General de Salubridad, la Caja de Seguro Obligatoria y la Dirección de Protección a la Infancia y Adolescencia, dejándose obsoletos otros servicios. El Servicio Nacional de Salud fuese una persona jurídica de derecho público, de administración autónoma debido a su presupuesto independiente de la nación, quedando exento de las normas del Código Civil y regido por la Ley Orgánica. Rigiéndose por determinaciones del Consejo Nacional de Salud y otros organismos internos a este. El Servicio, desarrollaba sus asistencias de tipo médicas a partir de un sistema organizado en regionalizado.
En agosto de 1979 se dio dictado del decreto ley N° 2.763, dando origen al Sistema Regional de Salud y desde el 1 de agosto de 1980, se crean los servicios de salud en las distintas regiones de Arica, Iquique, Antofagasta, Atacama, Coquimbo, Valparaíso - San Antonio, Viña del Mar, Quillota , San Felipe, Los Andes, Región Metropolitana, Libertador General Bernardo O’Higgins, Maule, Ñuble, Concepción, Arauco, Talcahuano, Bío Bío, Araucanía , Osorno, Llanchipal (Actualmente Servicio de Salud del Reloncaví), Chiloé, Palena, Aysén, General Carlos Ibáñez del Campo y Magallanes. Las funciones que poseía este servicio correspondían al derecho constitucional a la protección de la salud, el resguardo libre e igualitario, promoción, protección y recuperación de la salud y rehabilitación de las personas enfermas, como así la libertal de elección de sistema de salud público o privado para cada persona.
El 4 de noviembre de 1980 es aprobado el Decreto Ley N°3.500 el cual crea un nuevo sistema previsional basado en la capitalización individual que entró en vigencia el 1° de mayo de 1981, siendo Chile el primer país del mundo en aplicar este innovador sistema de pensiones basado en el ahorro individual, el cual, actualmente, tienen más de 30 países que lo han aplicado total o parcialmente siguiendo el ejemplo chileno.
En el año 1981 en Chile se crean dos subsistemas a partir del Sistema de Salud, el sistema público llamado FONASA, siendo este regulado por el decreto ley 2.763 y sistema privado llamado ISAPRE regulado por la Ley 18.933.
En los últimos años, la recesión mundial ha frenado la economía del país, afectando principalmente la seguridad de los trabajadores, en lo que respecta a la continuidad de su fuente laboral. Lo que se traduce en un alto índice de cesantía, los programas que dan una solución mínima, en especial al sector de menores ingresos es el Seguro de Cesantía  , el que se concretó en mayo del 2001, a través de la Ley 19.728 y que entró en vigencia a partir del 1 de octubre de 2002. Donde se establece apoyar al trabajador en situación de desempleo, otorgándole una ayuda para reinsertarse nuevamente en el mundo del trabajo, proporcionándole beneficios monetarios, a todo evento, en caso de cesantía.
En mayo de 2001 a través de la Ley 19.728, se crea el Seguro de Cesantía, el cual entró en vigencia el 1 de octubre de 2002. Esto debido a la recesión mundial en dónde los trabajadores del país fueron afectados en el ámbito de la seguridad, con respecto a su fuente laboral. De esta forma los trabajadores al momento de firmar un contrato de trabajo, estarán en el derecho de ser cubiertos por el seguro de cesantía en forma automática, siendo este obligatorio a partir de la fecha de vigencia del seguro.
En agosto de 2011 fue promulgada la Ley 20.531, que exime del pago de cotizaciones de salud en el sistema público a todos los jubilados de bajos ingresos, que corresponde a un 7% de la renta bruta.

## Organismos administradores
Para que los programas de seguridad social se hagan efectivos, es necesario que existan los organismos administradores, en la actualidad el país cuenta con algunos de estos servicios, los que se encuentran los siguientes.
- Subsecretaría de Previsión Social
- Superintendencia de Seguridad Social
- Cajas de Compensación de Asignación Familiar
- Superintendencia de Pensiones
- Administradoras de Fondos de Pensiones
- Instituto de Previsión Social
- Administradora de Fondos de Cesantía
- Mutuales de seguridad
- Superintendencia de Salud
- Instituciones de Salud Previsional
- Fondo Nacional de Salud
- Sistema Nacional de Servicios de Salud
- Programa Nacional de Alimentación Complementaria
- Instituto de Seguridad Laboral
- Compañías de Seguros
- Subsidio de Cesantía
- Subsidios de Incapacidad Laboral
- Subsidios Maternales

## Programas
Actualmente en Chile, la seguridad social se rige por diversos programas de funciones y con indicaciones definidas para cada uno de los propósitos de esta misma, por medio de las leyes y decretos supremos nacionales de la disciplina. Ampliándose la capacidad resguardadora del seguro, por medio de tratados internacionales, para beneficios laborales afiliándose a estos por medio de un contrato de trabajo por medio de un empleador, siendo estos los siguientes:

### Programas nacionales
- Programa de Accidentes de Trabajo y Enfermedades Profesionales.
- Asignaciones Familiares y Subsidios de Cesantía.
- Subsidio Incapacidad Laboral.
- Subsidio de Maternidad.
- Pensiones Asistenciales de Invalidez, de Ancianidad.

### Programas por tratados internacionales
- Pensiones de vejez, de invalidez o de sobrevivencia
- Realización de exámenes de tipo preocupacional para trabajar en otro país
- Derecho de exportación de prestaciones en otros países
- Entrega de los aportes previsionales en el país residente.

## Legislación
Actualmente en Chile existen leyes y decretos que cumplen la función de establecer los Parámetros y reglamentos en que los programas existan y los organismos del seguro social puedan ejercer sus funciones. Son los siguientes:
- Antiguo Sistema de Pensiones - D.L. 3.502
- Nuevo Sistema de Pensiones - D.L. 3.500
- Regula el ejercicio del derecho constitucional a la protección de la salud y se crea un régimen de prestaciones de salud - Ley 18.469
- Seguro obligatorio del Seguro Social contra Riesgos de Accidentes del Trabajo - Ley 16.744
- Subsidio único familiar - Ley 18.020
- Establece Régimen de Pensiones Asistenciales para Inválidos y Ancianos carentes de recursos -D.L. 869
- Establece un Seguro de Desempleo - Ley 19.728